# Anti-Slavery Society

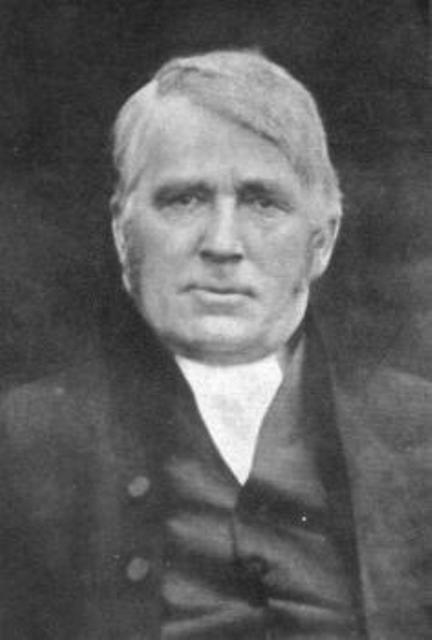
Joseph Sturge (1793 - 1859) Abolitionist

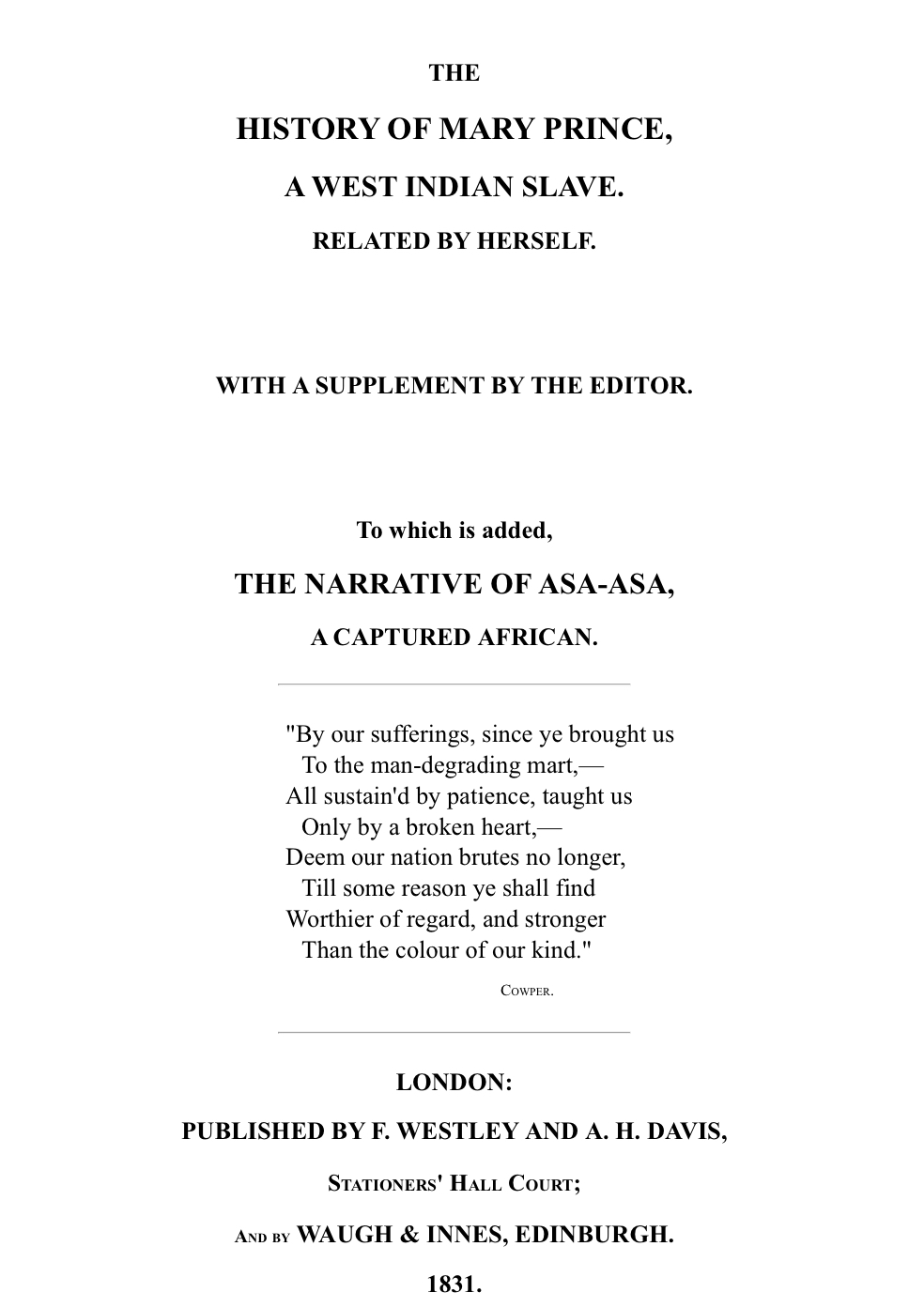
voorpagina eerste druk uit 1831 The History of Mary Prince, A West Indian Slave

De Anti-Slavery Society was een 19e-eeuwse Britse vereniging van abolitionisten. De vereniging werd gesticht in 1823. Haar officiële naam was Society for the Mitigation and Gradual Abolition of Slavery Throughout the British Dominions.
Een van haar verwezenlijkingen bestond in het ondersteunen van de uitgave van de memoires van Mary Prince, een Afrikaans-Caraïbische weggelopen slaaf. Thomas Pringle, secretaris van de Anti-Slavery Society gaf haar een betaalde job. In 1831 kon ze met zijn steun haar boek uitgeven, The History of Mary Prince, A West Indian Slave (1831). De uitgevers kregen een proces aan hun broek van haar vroegere eigenaars. Een splintergroep onder leiding van Joseph Sturge, genaamd het Agency Committee, voerde campagne voor wat uiteindelijk zou leiden tot de Slavery Abolition Act van 1833. Het werk van de Society zat erop in het jaar 1838 toen de slavernij werd afgeschaft in alle Britse gebieden.
De Agency Committee vond dat slavernij nu ook in de rest van de wereld aangepakt moest worden. Op 17 april 1839 stichtten ze de British and Foreign Anti-Slavery Society op. Het doel van deze organisatie was wereldwijde emancipatie en de bestrijding van de slavernij in de Franse kolonies en in de Verenigde Staten. Deze maatschappij bestaat nog steeds onder de nieuwe naam Anti-Slavery International.